# Čavisov
Čavisov (Duits: Czabischau) is een Tsjechische gemeente in de regio Moravië-Silezië, en maakt deel uit van het district Ostrava-město.
Čavisov telt 460 inwoners.
Čavisov ·
Dolní Lhota ·
Horní Lhota ·
Klimkovice ·
Olbramice ·
Ostrava ·
Stará Ves nad Ondřejnicí ·
Šenov ·
Václavovice ·
Velká Polom ·
Vratimov ·
Vřesina ·
Zbyslavice